# Rhythm Is a Dancer
"Rhythm Is a Dancer" é um single lançado em 1992 pela banda alemã Snap!, e que está no álbum The Madman's Return.

## Informações
A canção possui vocais por Thea Austin e pelo rapper por Turbo B.
De acordo com Miz hit.tubes, um livro que analisa as tabelas musicais francesas, "esta canção de danceteria alterna o coro feminino, um rap fluido com o retardamento dos versos. Estes são tingidos com uma sonoridade vibrante, quase nostálgica".
É creditada a "Rhythm is a Dancer" a "pior letra de todos os tempos",  devido ao trecho "I'm serious as cancer / when I say rhythm is a dancer", que em português seria:
| “ | Eu sou sério como um câncer / quando eu digo que o ritmo é um dançarino | ” |

A versão original do álbum não contem este trecho. Este trecho foi apresentado no single 7", que tornou-se a versão mais conhecida da canção e que mais tarde foi adicionada ao álbum.

## Presença em "De Corpo e Alma Internacional"
A canção tornou-se bastante conhecida no Brasil por estar incluída na trilha sonora internacional da novela "De Corpo e Alma", escrita por Gloria Perez, como tema do personagem "Gino", interpretado por Guilherme Leme, entre 1992/1993. A canção também foi usada para ambientar as apresentações de dançarinos do Clube das Mulheres, um dos núcleos da novela.

## Tabelas musicais e vendas
| Tabelas (1992-1993)                          | Posição |
| -------------------------------------------- | ------- |
| Austrália (ARIA)                             | 3       |
| Áustria (Ö3 Austria Top 40)                  | 1       |
| Bélgica (VRT Top 30 Flanders)                | 1       |
| Canadá (RPM)                                 | 19      |
| Canadá Dance (RPM)                           | 1       |
| Dinamarca (IFPI)                             | 11      |
| Finlândia (Suomen virallinen lista)          | 7       |
| França (SNEP)                                | 1       |
| Alemanha (Media Control Charts)              | 1       |
| Irlanda (IRMA)                               | 1       |
| Itália (FIMI)                                | 1       |
| Países Baixos (Dutch Top 40)                 | 1       |
| Nova Zelândia (RIANZ)                        | 11      |
| Noruega (VG-lista)                           | 4       |
| Espanha (AFYVE)                              | 1       |
| Suécia (Sverigetopplistan)                   | 2       |
| Suíça (Schweizer Hitparade)                  | 1       |
| Reino Unido (The Official Charts Company)    | 1       |
| Estados Unidos Billboard Hot 100             | 5       |
| Estados Unidos Billboard Hot Dance Club Play | 1       |
| Estados Unidos Billboard Rhythmic Top 40     | 9       |
| Estados Unidos Billboard Top 40 Mainstream   | 12      |
| Tabelas (1996/97)1                           | Posição |
| Suécia (Sverigetopplistan)                   | 58      |
| Estados Unidos Billboard Hot Dance Club Play | 27      |
| Tabelas (2003)2                              | Posição |
| Austrália (ARIA)                             | 32      |
| Áustria (Ö3 Austria Top 40)                  | 10      |
| Países Baixos (Dutch Top 40)                 | 46      |
| Finlândia (Suomen virallinen lista)          | 13      |
| Alemanha (Media Control Charts)              | 7       |
| Suíça (Schweizer Hitparade)                  | 35      |
| Reino Unido (The Official Charts Company)    | 17      |
| Tabelas (2008)                               | Posição |
| Alemanha (Media Control Charts)              | 84      |
| Reino Unido (The Official Charts Company)    | 23      |

| Tabelas (1992)                   | Posição |
| -------------------------------- | ------- |
| Austrália (ARIA)                 | 15      |
| Áustria (Ö3 Austria Top 40)      | 2       |
| Países Baixos (Dutch Top 40)     | 1       |
| Suíça (Schweizer Hitparade)      | 2       |
| Estados Unidos Billboard Hot 100 | 75      |
| Tabelas (1993)                   | Posição |
| Estados Unidos Billboard Hot 100 | 25      |

| País           | Certificação | Data                  | Nível de certificação |
| -------------- | ------------ | --------------------- | --------------------- |
| Áustria        | Ouro         | 22 de julho de 1992   | 25,000                |
| França         | Ouro         | 1992                  | 250,000               |
| Alemanha       | Platina      | 1992                  | 500,000               |
| Países Baixos  | Platina      | 1992                  | 75,000                |
| Suécia         | Ouro         | 7 de agosto de 1992   | 25,000                |
| Reino Unido    | Ouro         | 1 de setembro de 1992 | 400,000               |
| Estados Unidos | Ouro         | 9 de novembro de 1992 | 500,000               |

## Sucessões
| Precedido por "To Be With You" por Mr. Big "Jump" por Kris Kross | Singles número um no Eurochart Hot 100 16 de maio de 1992 (1 semana) 20 de junho de 1992 - 19 de setembro de 1992 (14 semanas) | Sucedido por "Knockin' on Heaven's Door" por Guns N' Roses "It's My Life" por Dr. Alban |
| Precedido por "To Be with You" por Mr. Big                       | Singles número um na Alemanha 22 de maio de 1992 - 24 de julho de 1992 (6 semanas)                                             | Sucedido por "It's My Life" por Dr. Alban                                               |
| Precedido por "To Be With You" por Mr. Big                       | Singles número um na Áustria 31 de maio de 1992 - 7 de junho de 1992 (2 semanas)                                               | Sucedido por "It's My Life" por Dr. Alban                                               |
| Precedido por "Please Don't Go" por Double You                   | Singles número um na Holanda 6 de junho de 1992 - 27 de junho de 1992 (4 semanas)                                              | Sucedido por "Knockin' on Heaven's Door" por Guns N' Roses                              |
| Precedido por "Jump" por Kris Kross                              | Singles número um na Suiça 28 de junho de 1992 - 27 de setembro de 1992 (14 semanas)                                           | Sucedido por "Sweat (A La La La La Long)" por Inner Circle                              |
| Precedido por "Ain't No Doubt" por Jimmy Nail                    | Singles número um no Reino Unido 8 de agosto de 1992 - 12 de setembro de 1992 (6 semanas)                                      | Sucedido por "Ebeneezer Goode" por The Shamen                                           |
| Precedido por "Ain't No Doubt" por Jimmy Nail                    | Singles número um na Irlanda 13 de agosto de 1992 - 1 de outubro de 1992 (8 semanas)                                           | Sucedido por "Ebeneezer Goode" por The Shamen                                           |
| Precedido por "It's a Fine Day" por Opus III                     | Singles número um no EUA - Billboard Hot Dance Club Play 5 de setembro de 1992 (1 semana)                                      | Sucedido por "LSI (Love Sex Intelligence)" por The Shamen                               |
| Precedido por "Le Chat" por Pow woW                              | Singles número um na França 5 de setembro de 1992 - 10 de outubro de 1992 (6 semanas)                                          | Sucedido por "Dur dur d'être bébé!" por Jordy                                           |